# Sebastian Domsch
Sebastian Domsch (* 1. April 1975 in Leipzig) ist ein deutscher Anglist.

## Leben
Von 1994 bis 1999 studierte er Germanistik mit Schwerpunkt Literaturvermittlung und Nebenfach Anglistik in Bamberg (Diplom). Nach der Promotion zum Dr. phil. an der Universität Bamberg 2003 und Habilitation in München 2009 wurde er 2012 Professor für Anglophone Literaturen am Institut für Anglistik und Amerikanistik der Universität Greifswald.
Seine Forschungsschwerpunkte sind Zeitgenössische Literatur, Literaturkritik (Theorie, Praxis, Geschichte), 18. Jahrhundert, Kultur, Erzählung und Autorität, Romantik, Computerspiel-Narratologie und Bildromane.

## Schriften (Auswahl)
- Absenz – Simulation – Karneval. Eine Untersuchung der postmodernen Erzählverfahren in Robert Coovers Romanwerk. Trier 2005, ISBN 3-88476-723-2.
- Cormac McCarthy. München 2012, ISBN 978-3-86916-201-0.
- Storyplaying. Agency and narrative in video games. Berlin 2013, ISBN 3-11-027216-4.
- The emergence of literary criticism in 18th-century Britain. Discourse between attacks and authority. Berlin 2014, ISBN 3-11-035616-3.